# Goto 10

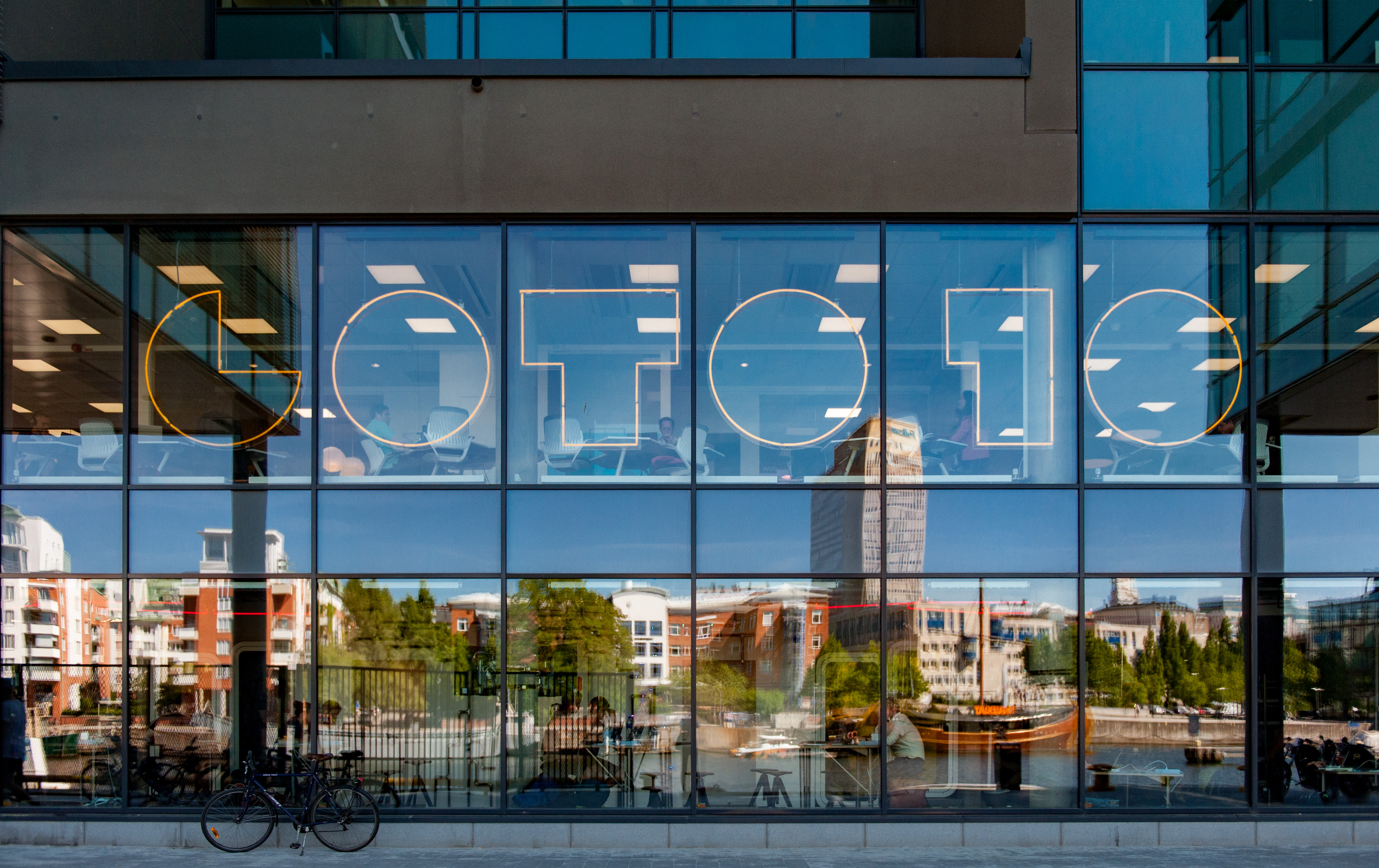
Goto 10.

Goto 10 är ett kontor i Södra Hammarbyhamnen i Stockholm och sedan oktober 2020 också i Slagthuset i Malmö. Goto 10 drivs av Internetstiftelsen, och ligger i deras lokaler vid Hammarbykajen. Den är skapad för att vara en kostnadsfri start- och mötesplats i Stockholmregionen för alla som vill utveckla sin internetidé – med eller utan affärsidé eller startup-planer. Bland annat erbjuder man arbetsplatser och upplåter lokalerna till möten och workshops.

## Verksamhet
Sedan öppningen 4 maj 2017 drivs i huvudsak två verksamheter hos Goto 10 I Stockholm. På plan 1 finns en öppen arbetsyta med fritt wifi och ett kafé. Här finns också 3D-skrivare och poddstudio som kan bokas, samt lokaler för att hålla workshops och seminarier. I seminariedelen finns skärm, ljudsystem och även kamera för livesändningar på webben.
På plan 2 finns Goto 10 coworking space; ett kontorskollektiv avsett för att främja internetrelaterade projekt i ett tidigt skede. Kontorsplatserna kan hyras i upp till två år och subventioneras av Internetstiftelsen.
Goto 10 öppnade 23 oktober 2020 lokaler i Malmö, belägna i Slagthuset. Precis som i Stockholm finns här arbetsyta med wfi, kafé, 3D-skrivare och poddstudio. Här finns också möjlighet att hålla workshops, seminarier och andra evenemang.
I september 2022 öppnade Goto 10 i en tredje stad, denna gång i Linköping i Mjärdevi, Linköping Science Park. I december 2024 stängde Goto 10 sin verksamhet i Stockholm.

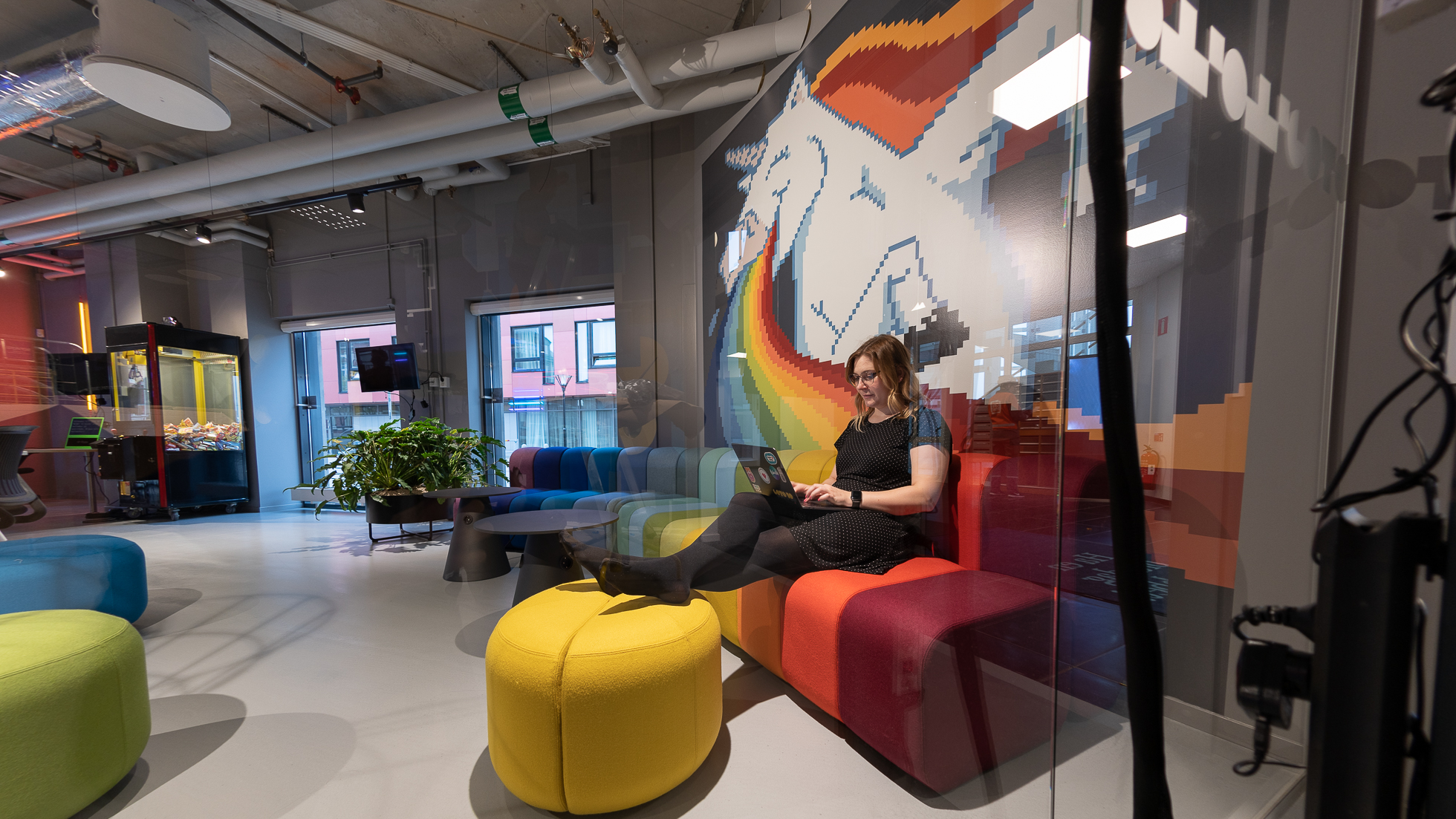
Goto 10 i Malmö